# Historien om en Ø
Historien om en Ø er en dansk dokumentarfilm fra 1990 instrueret af Niels Fuglesang Elkjær og Zoran Petrovic.

## Handling
En film om en af Danmarks første broer. En film om et ukendt værk, der har fyldt en mands liv. En film om trods og stædighed. En film om 92-årige Valdemar Christensen og hans familie.